# Sunz of Man
 (février 2009).
Si vous disposez d'ouvrages ou d'articles de référence ou si vous connaissez des sites web de qualité traitant du thème abordé ici, merci de compléter l'article en donnant les références utiles à sa vérifiabilité et en les liant à la section « Notes et références ».
Originaire de Brooklyn à New York, Sunz of Man est un groupe composé des rappeurs Killah Priest, 60 Second Assassin (en), Prodigal Sunn (en) (cousin de RZA) et Hell Razah.
Extrêmement proche du groupe de Staten Island, Wu-Tang Clan, (comme Killarmy) Sunz of Man a travaillé sur leur premier album pendant trois ans tout en contribuant à de nombreuses réalisations du groupe Wu-Tang Clan ainsi qu'aux projets en solo des membres du Clan.
Après avoir travaillé, en 1995, sur le premier album solo d'Ol' Dirty Bastard, Return To The 36 Chambers: The Dirty Version, les Sunz of Man ont publié leur single Soldiers Of Darkness/Five Arch Angels sur le label du Wu Tang.
Ce single a marqué les débuts à la production de 4th Disciple, qui lui-même contribua vocalement au futur groupe Killarmy. The Fifth Arch Angel titre de la face B de ce premier single est de Shabazz The Disciple mais enregistré sous le pseudonyme de Holy Psychiatrist ; contrairement à la rumeur il n'a jamais rejoint le groupe.
Ce premier single est devenu un hit[réf. nécessaire] du rap underground, et a été suivi par une participation à Wicked Wayz la compilation One Million Strong.
Killah Priest a également contribué à Where Ya At ? sur cette même compilation.
Sa participation remarquée sur l'excellent Liquid Swords de GZA a attiré une attention supplémentaire sur Sunz of Man, qui publiait un second single No Love Without Hate.
Un changement de label pour les Red Ant Records leur a permis de compléter leur travail sur leur premier album qui se voyait toujours différé. La liste des personnes ayant participé à The Last Shall Be First comprend bien entendu des membres du Wu-Tang tel que Method Man, Raekwon, U-God, Masta Killa et Ol' Dirty Bastard, et la majorité du travail de production s'est partagée entre RZA, True Master, et The 4th Disciple.
Des productions complémentaires ont été apportées par True Master, Supreme et Mathematics.  Wyclef Jean, membres des Fugees a également réalisé, sur cet album des Sunz of Man une collaboration avec Earth, Wind and Fire en retravaillant leur titre Shining Star. Le reste de l'album offre des lyriques percutant et acidulés, dans un style remarquablement impétueux, caractéristique des quatre rappeurs.
Le groupe a fait une apparition remarquée sur le titre La Saga d'IAM, sur l'album L'École du micro d'argent en 1997.
Un autre album, Saviorz Day, est arrivé en 2002 avec la participation de Ghostface Killah et Method Man.
Le groupe continue à faire ses propres projets indépendants.

## Singles
- Soldiers Of Darkness - 1995 [12" Single]
- No Love Without Hate - 1995 [CD Single]
- No Love Without Hate - 1995 [12" Single]
- Deep In The Water - 1998 [12" Single]
- Shining Star - 1998 [Promo CD]
- We Can't Be Touched - 1998 [Promo 12"]
- We Can't Be Touched - 1998 [Promo 12"]
- The Last Shall be First - 1998 [Album]
- The Plan - 1998 [CD Single]
- Shining Star - 1998 [CD Single]
- The Plan - 1998 [CD Single]
- The First Testament - 1999 [Album]
- Savior's Day - 2002 [Album]
- The Old Testament - 2006 [Album]